# Henri Sillanpää
Henri Sillanpää (Tornio, 4 juni 1979) is een profvoetballer uit Finland, die speelt als doelman. Hij staat sinds 2013 onder contract bij de Finse club Vaasan Palloseura.

## Interlandcarrière
Sillanpää kwam in totaal vier keer uit voor de nationale ploeg van Finland in de periode 2004–2006. Hij maakte zijn debuut onder leiding van bondscoach Antti Muurinen op 3 december 2004 in de vriendschappelijke wedstrijd tegen Oman (0-0) in Riffa (Bahrein), net als Janne Räsänen (Tampere United), Tuomo Könönen (MyPa-47), Jussi Kujala (Tampere United) en Henri Scheweleff (Tampere United).

## Erelijst
Vaasan Palloseura
- Liiga Cup

1999, 2000
 AC Allianssi
- Liiga Cup

2004